# Anisocentropus pyraloides
Anisocentropus pyraloides là một loài Trichoptera trong họ Calamoceratidae. Chúng phân bố ở miền Tân bắc.